# Élections législatives cubaines de 2013
Des élections législatives ont lieu à Cuba le 3 février 2013. Il s'agit de renouveler l'ensemble des sièges de l'Assemblée nationale du Pouvoir populaire pour un nouveau mandat de cinq ans, à l'échéance de la législature entamée à la suite des élections de 2008. La nouvelle Assemblée élit ensuite les membres du Conseil d'État, et en nomme le Président, qui exerce les fonctions de chef d'État et de gouvernement.

## Système électoral
Le modèle politique cubain repose sur un système à parti unique. Il n'est pas nécessaire d'être membre du Parti communiste de Cuba pour se présenter aux élections, mais les opposants sont écartés par le système de sélection des candidats. Les citoyens au niveau de la commune se réunissent avant l'élection pour proposer plusieurs candidats. D'autres candidats potentiels sont proposés par « les assemblées qui se composent de représentants des mouvements des travailleurs, de la jeunesse, des femmes, des étudiants et des paysans, ainsi que de membres des Comités de défense de la Révolution ». La Commission nationale des candidatures examine les propositions et retient, dans la liste, autant de candidats qu'il y a de sièges à pourvoir (c'est-à-dire entre un et huit par circonscription). La sélection s'opère sur la base « de critères comme le mérite, le patriotisme, les valeurs morales et le passé révolutionnaire ». 
Lors du scrutin, les citoyens élisent ou rejettent le(s) candidat(s) retenu(s) pour leur circonscription, en votant 'oui' ou 'non' pour chaque. Si un candidat n'obtient pas la majorité des suffrages en sa faveur, il n'est pas élu, et une nouvelle élection a lieu dans cette circonscription à une date ultérieure. Le vote a lieu à bulletin secret. Le droit de vote s'obtient à seize ans ; pour être élu, il faut avoir au moins dix-huit ans. Par tradition, les urnes électorales sont 'gardées' par des enfants et des adolescents le jour de l'élection, les associant ainsi au scrutin bien qu'ils ne puissent pas voter.
Il n'y a pas de campagne électorale. Des informations biographiques relatives à chaque candidat sont affichées en public par les autorités. Après l'élection, chaque député est censé rendre compte de ses activités à ses électeurs, qui peuvent en principe le démettre de ses fonctions en cours de mandat.
Le nombre de sièges à l'Assemblée dépend de la population par région ; ainsi, pour l'élection de 2013, deux sièges sont supprimés, rabaissant le total à 612.

## Contexte
Il s'agit des premières législatives depuis l'accession à la présidence de Raúl Castro, et les réformes économiques et de société que son gouvernement a mises en œuvre.

## Résultats
Le taux de participation est de 91,27 %. Il y a 4,62 % de votes blancs, et 1,21 % de votes nuls. 
L'ensemble des 612 candidats sont élus. Les meilleurs résultats sont obtenus dans le 3e district de Guantánamo, où les trois candidats obtiennent tous plus de 99,9 % de suffrages favorables. Ailleurs dans le pays, le meilleur résultat enregistré est celui de Raúl Castro, avec 98,05 %, dans la ville de Segundo Frente. Le moins bon résultat est celui d'une candidate dans le 3e district de Camagüey ; elle ne recueille que  69,40 % de suffrages favorables. La plupart des candidats obtiennent entre 75 % et 95 % de suffrages positifs. Fidel Castro, quant à lui, est réélu député avec 94,73 % de suffrages favorables dans le 7e district de Santiago de Cuba. 
Sur les 612 élus, il y a 299 femmes, soit 48,86 % — le troisième taux de représentation parlementaire féminine le plus élevé au monde, après le Rwanda (56,3 %)  et Andorre (50,0 %).
Sans surprise, le 24 février, l'Assemblée reconduit Raúl Castro à la tête du pays. Il indique à cette occasion que ce sera son dernier mandat, et qu'un nouveau président devra donc être choisi en 2018 au plus tard. Son successeur pressenti est alors Miguel Díaz-Canel (député du 3e district de Santa Clara), élevé au poste de premier vice-président du Conseil. Il y a quatre autres vice-présidents, de moindre rang : José Ramón Machado Ventura (82 ans), premier vice-président sortant ; Mercedes Lopez Acea, la plus jeune membre à 48 ans ; Ramiro Valdés, « dirigeant historique » (80 ans) ; et Gladys Bejerano, « chef de l'autorité de contrôle financier de l'État ».
Dans le même temps, l'économiste Esteban Lazo, « réputé pour son orthodoxie », est élu à la présidence de l'Assemblée.